# Christopher Lehmann-Haupt
Christopher Charles Herbert Lehmann-Haupt, né le 14 juin 1934 à Édimbourg, en Écosse, au Royaume-Uni et mort le 7 novembre 2018 à Manhattan aux États-Unis, est un journaliste, critique littéraire et romancier américain, dont la carrière professionnelle a été entièrement consacrée au monde littéraire.
Il a publié plus de 4 000 critiques de livres pour le New York Times et son supplément littéraire The New York Times Book Review entre 1965 et 2000.